# Глибока Долина (Могилів-Подільський район)
Глибо́ка Доли́на — село в Україні, у Вендичанській селищній громаді Могилів-Подільського району Вінницької області. Населення становить 76 осіб.

## Історія
Цікава сама історія виникнення села. По закінченню громадянської війни виділили землю тим, хто з якихось причин її не мав. Таким був і Василь Горбик, що повернувся із заслання з о. Сахалін, де відбував покарання за участь у заворушеннях 1904-1906 року. Він і став першим поселенцем, звівши оселю під лісом, неподалік залізниці. З ним перебралися ще кілька мешканців Лучинчика. Пізніше сюди перенесли ще кілька навколишніх хуторів. У селі було до війни 2 колгоспи, по війні — бригада лучинківського колгоспу.
7 (20) листопада 1917 року, відповідно до Третього Універсалу Української Центральної Ради, увійшло до складу Української Народної Республіки.
Жителі хутора брали участь у боротьбі проти більшовиків. Так, на перегоні навпроти села повстанці пустили під укіс бронепоїзд із продзагоном. Зібране збіжжя роздали селянам.
Потерпіли селяни і від репресій. Їх видав місцевий активіст, якого було страчено повстанцями.
Під час війни село було окуповано румунами, преторія знаходилась у с. Лучинчику.
Чимало селян воювали в Червоній армії.
12 червня 2020 року, відповідно до Розпорядження Кабінету Міністрів України від № 707-р «Про визначення адміністративних центрів та затвердження територій територіальних громад Вінницької області», увійшло до складу Вендичанської селищної громади.
19 липня 2020 року, в результаті адміністративно-територіальної реформи та ліквідації Могилів-Подільського району (1923 — 2020), село увійшло до складу новоутвореного Могилів-Подільського району.

## Населення

### Мова
Розподіл населення за рідною мовою за даними перепису 2001 року:
| Мова       | Кількість | Відсоток |
| ---------- | --------- | -------- |
| українська | 76        | 100%     |